# Мина Костич
Ясмина Костич (на сръбски: Јасмина Костић), по-известна като Мина Костич, е босненско-сръбска турбофолк певица от ромски произход.
Имала участия на много партита за рождени дни на известни сръбски футболисти като Деян Станкович, Синиша Михайлович и Матея Кежман. През февруари 2009 г. се ражда дъщеря ѝ Анастасия.

## Дискография

### Студийни албуми
- Srčani udar (2000)
- No comment (2002)
- Muziku pojačaj (2005)

### Компилации
- Iluzija (2010)

- Други песни

1. Stranci (2007)
2. Lazu me zelene oci (2008)
3. Grudi od betona (2008)
4. Jutro budi se (2009)
5. Evo odnesi joj ti (2010)
6. Zastala u snu (2012)
7. Egocentričan (2013)
8. Heroj (2013)